# Квадратурно-амплітудна модуляція
Квадратурно-ампліту́дна модуляція (КАМ) (англ. Quadrature Amplitude Modulation (QAM)) — різновид амплітудної модуляції сигналу, яка є сумою двох несучих коливань однієї частоти, але зміщених за фазою один відносно одного на 90°, кожне з яких промодулюване по амплітуді своїм модулюючим сигналом:
{\displaystyle {\begin{aligned}s(t)&=I(t)\cos(2\pi f_{0}t)-Q(t)\sin(2\pi f_{0}t)\end{aligned}}}
де {\displaystyle \scriptstyle I(t)} та {\displaystyle \scriptstyle Q(t)} — модулюючі сигнали, {\displaystyle \scriptstyle f_{0}} — частота-носій.
Квадратурно-амплітудну модуляцію використовують як в цифрових так і аналогових схемах модуляції. В ній передається два аналогових сигнали повідомлення, або два цифрові потоки біт, за допомогою зміни (модуляції) амплітуд двох сигналів-носіїв, з використанням амплітудної маніпуляції як схеми цифрової модуляції або амплітудної модуляції (АМ) для аналогової схеми модуляції.
КАМ використовують в оптоволоконних системах для збільшення швидкості передачі даних; КАМ16 і КАМ64 можна оптично змоделювати за допомогою 3-крокового інтерферометра.

## Введення
Як і всі схеми модуляції, КАМ передає дані змінюючи деякі аспекти сигналу носія, або опорної хвилі, (зазвичай синусоїди) відповідно до сигналу даних. У випадку КАМ, змінюється (модулюється) амплітуда двох хвиль, що відрізняються на 90° по фазі одна від одної (в квадратурі) для того, щоб представити сигнал. Амплітудна модуляції двох носіїв в квадратурі можна еквівалентно розглядати як модуляцію обох: фази і амплітуди одного носія.
Фазова модуляція (аналогова ФМ) і фазова маніпуляція (цифрова ФМ) можуть розглядатися як особливий різновид КАМ, в якій магнітуда модульованого сигналу не змінюється, і лише фаза змінюється.

## Аналогова КАМ

Аналогова КАМ: заміряного колірного сигналу PAL на екрані векторного аналізатора

При передачі двох сигналів, модульованих за допомогою КАМ, сигнал що передається буде мати форму:
{\displaystyle {\begin{aligned}s(t)&=\Re \left\{\left[I(t)+iQ(t)\right]e^{i2\pi f_{0}t}\right\}\\&=I(t)\cos(2\pi f_{0}t)-Q(t)\sin(2\pi f_{0}t)\end{aligned}}}
де {\displaystyle \scriptstyle i^{2}\;=\;-1}, {\displaystyle \scriptstyle I(t)} і {\displaystyle \scriptstyle Q(t)} модулюючі сигнали, {\displaystyle \scriptstyle f_{0}} частота-носій і {\displaystyle \Re \{\}} — дійсна частина.
Приймачем, ці два модульовані сигнали можуть бути демодульовані з використанням когерентного демодулятора. Такий приймач помножує отриманий сигнал окремо із косинусним і синусним сигналом, щоб отримати прийняті оцінки для {\displaystyle \scriptstyle I(t)} і {\displaystyle \scriptstyle Q(t)} відповідно. Завдяки властивості ортогональності опорних сигналів, модульовані сигнали можна виявити незалежно один від одного.
В ідеальному випадку {\displaystyle \scriptstyle I(t)} зворотня модулюється виконується за допомогою множення сигналу що передається із косинусним сигналом:
{\displaystyle {\begin{aligned}r(t)&=s(t)\cos(2\pi f_{0}t)\\&=I(t)\cos(2\pi f_{0}t)\cos(2\pi f_{0}t)-Q(t)\sin(2\pi f_{0}t)\cos(2\pi f_{0}t)\end{aligned}}}
Використовуючи стандартні тригонометричні тотожності, ми можемо записати це як:
{\displaystyle {\begin{aligned}r(t)&={\frac {1}{2}}I(t)\left[1+\cos(4\pi f_{0}t)\right]-{\frac {1}{2}}Q(t)\sin(4\pi f_{0}t)\\&={\frac {1}{2}}I(t)+{\frac {1}{2}}[I(t)\cos(4\pi f_{0}t)-Q(t)\sin(4\pi f_{0}t)]\end{aligned}}}
Фільтр низьких частот {\displaystyle \scriptstyle r(t)} усуває високочастотні складові (що містять в собі {\displaystyle \scriptstyle 4\pi f_{0}t}), залишаючи лише складову {\displaystyle \scriptstyle I(t)}. Цей фільтрований сигнал не залежить від {\displaystyle \scriptstyle Q(t)}, що показує, що синфазна складова може бути отримана незалежно квадратурної складової. Так само ми можемо помножити {\displaystyle \scriptstyle s(t)} на синусну хвилю і потім пропустити через фільтр низьких частот {\displaystyle \scriptstyle Q(t)}.
Аналогова КАМ має ті самі недоліки, що і односмугова модуляція: точна фаза носія потрібна аби правильно демодулювати сигнал на приймачі. Якщо демодулююча фаза хоча б трохи інша, це призведе до появи перехресних завад між модульованими сигналами. В КАМ системах потрібно вирішувати якимось чином цю задачу синхронізації носія на приймачі. Когерентний демодулятор повинен бути точно у фазі з отриманим сигналом, інакше модульовані сигнали не можна отримати незалежно. Зазвичай це досягається передачею імпульсного субносія або пілот-сигналу.
Аналогова КАМ використовується в:
- Аналогових системах кольорового телебачення NTSC і PAL, де I- та Q-сигнали передають компоненти хрому (колір) інформації. КАМ фаза-носій відновлюється відновлюється із спеціального сигналу кольорової синхронізації(інші мови), що передається на початку кожного рядка розгортки.
- C-QUAM(інші мови) («Сумісна КАМ, англ. Compatible QAM») використовується в AM стерео(інші мови) радіо для передачі різниці стерео інформації.

### Аналіз Фур'є для КАМ
В частотній області, КАМ має схоже спектральне представлення до модуляції DSB-SC. Використовуючи властивості перетворення Фур'є, можна отримати наступне:
{\displaystyle S(f)={\frac {1}{2}}\left[M_{I}(f-f_{0})+M_{I}(f+f_{0})\right]+{\frac {i}{2}}\left[M_{Q}(f-f_{0})-M_{Q}(f+f_{0})\right]}
де S(f), MI(f) і MQ(f) це перетворення Фур'є (представлення в частотній області) сигналів s(t), I(t) і Q(t), відповідно.

## Квантована КАМ

Цифрова 16-КАМ з прикладом точок сузір'я

Як і в багатьох схемах цифрової модуляції, для КАМ можна побудувати діаграму сигнального сузір'я. В КАМ точки сузір'я, як правило, розташовуються у вигляді квадратної сітки із однаковими вертикальними і горизонтальними відстанями, хоча можливі і інші конфігурації (наприклад Крос-КАМ). Оскільки в цифрових телекомунікаціях дані як правило двійкові, кількість точок в сітці як правило це ступінь числа 2 (2, 4, 8, …). Оскільки КАМ зазвичай квадратні, найпоширенішими загальноприйнятими формами її є 16-КАМ, 64-КАМ і 256-КАМ. Переходячи до сузір'їв більш високого порядку, стає можливим передавати більше біт на символ. Однак, якщо середня енергія сузір'я залишається незмінною, точки повинні знаходитися ближче одна до одної, і тому такий сигнал буде більш чутливим до шуму і іншого спотворення; це призведе до більшої частоти бітових помилок і тому КАМ вищого порядку може передавати більше даних з меншою надійністю доставки їх, ніж КАМ нижчого порядку при постійній середній енергії сузір'я. Для використання КАМ вищого порядку, без збільшення при тому частоти бітових помилок необхідно мати краще співвідношення сигнал/шум збільшуючи енергію сигналу, зменшуючи шум або і те і інше одночасно.
Коли частота передачі даних, яку треба забезпечити більше ніж така, яку може утворити 8-ФМн, зазвичай переходять до використання КАМ, оскільки вона дозволяє досягти більшої відстані між сусідніми точками в площині I-Q, більш рівномірно розподіляючи точки. Ускладненням є те, що точки більше не мають однакової амплітуди, і тому демодулятор тепер повинен правильно визначати як фазу так і амплітуду.